# 傑弗里·泰特
傑弗里·菲利普·泰特爵士，CBE（英語：Sir Jeffrey Philip Tate，1943年4月28日—2017年6月2日），英國指揮家，患有先天性脊柱裂，歷任英国室内乐团首任首席指揮（1985年－1995年）、皇家歌劇院首席指揮（1986年－1991年）及首席客座指揮（1991年－1994年）、荷蘭鹿特丹管弦樂團首席指揮（1991年－1995年）、意大利聖卡洛劇院音樂總監（2005年－2010年）和德國漢堡交響樂團（2009年－2017年）等職，2017年6月心臟病去世，享年74歲，英女皇伊利沙伯二世讚揚他是英國本土古典音樂奇才。

## 外部連結
- http://www.allmusic.com/artist/q56158/biography
- 傑弗里·泰特的Discogs页面（英文）